# Szczyrk (gmina 1976–1990)
Szczyrk  (1973–76 i od 1990 Buczkowice) – dawna gmina wiejska istniejąca w latach 1976–1990 w woj. bielskim (obecnie woj. śląskie). Siedzibą władz gminy był Szczyrk, który stanowił odrębną gminę miejską.
Gmina została utworzona 2 lipca 1976 w woj. bielskim, w związku z przemianowaniem gminy Buczkowice na Szczyrk i przeniesieniu siedziby gminnych organów władzy i administracji państwowej z Buczkowic do Szczyrku.
1 kwietnia 1990 siedziba gminy została przeniesiona z powrotem do Buczkowic, z jednoczesną zmianą nazwy gminy na gmina Buczkowice. Obecnie istnieje tylko gmina miejska Szczyrk.
Uwaga: Nie należy mylić gminy Szczyrk (1976–1990) z gminą Szczyrk, istniejącą w latach 1946–1954, ponieważ była to gmina o zupełnie innym zasięgu terytorialnym; obejmowała ona sam Szczyrk, który do otrzymania praw miejskich w 1973 roku stanowił odrębną gminę wiejską. Od 1973 roku (choć już jako gmina miejska) koegzystuje ona z gminą Buczkowice/Szczyrk/Buczkowice, przez co jedynym wspólnym mianownikiem obu gmin jest nazwa (oraz lokalizacja siedziby w latach 1976–1990).